# 피넨
피넨(Pinene)은 모노테르펜류에 속하는 탄화수소로, 분자 안에 2개의 고리구조와 1개의 이중결합을 가지고 있는데, 그 이중결합의 차이에 따라 3종의 위치이성질체와 각각의 광학이성질체가 존재한다. 물에는 녹지 않지만, 에탄올, 에테르, 벤젠 등의 유기용매에는 녹는다. α-피넨은 d형·l형 모두 테레빈유의 주성분인 외에, 침엽수의 정유를 비롯하여 다른 정유 속에 다량으로 분포되어 있다. 녹는점 －55℃, 끓는점 156℃, 비중 0.87이다. 무색의 액체로 상쾌한 향기를 가진다. 도료의 용제, 장뇌의 합성원료 등에 사용된다. β-피넨은 α-피넨과 공존하는데, 그 양은 적다. 무색의 액체로 녹는점 －50℃, 끓는점 165℃, 비중 0.87이다. δ-피넨은 천연으로는 존재하지 않지만, 각각 d-이소베르반올 및 d-피노캄페올의 토실레이트로부터 합성된다. d-시스이성질체는 끓는점 159∼161℃인 무색의 액체이다. l-트랜스이성질체는 끓는점 157∼158℃인 무색의 액체이다.
1. 1 2 3  Record of alpha-Pinen in the GESTIS Substance Database of the Institute for Occupational Safety and Health, accessed on 07-January-2016.
2. ↑  Record of beta-Pinen in the GESTIS Substance Database of the Institute for Occupational Safety and Health, accessed on 07-January-2016.